# Borowina (powiat garwoliński)
Borowina – osada leśna w Polsce położona w województwie mazowieckim, w powiecie garwolińskim, w gminie Wilga.
W latach 1975–1998 miejscowość należała administracyjnie do województwa siedleckiego.